# Laccophilus torquatus
Laccophilus torquatus är en skalbaggsart som beskrevs av Guignot 1956. Laccophilus torquatus ingår i släktet Laccophilus och familjen dykare. Inga underarter finns listade i Catalogue of Life.